# Diphyus curtituberculatus
Diphyus curtituberculatus là một loài tò vò trong họ Ichneumonidae.